# Убийство Хаима Арлозорова
Хаим Арлозоров был убит в пятницу 16 июня 1933 года на тель-авивском пляже в подмандатной Палестине. Это убийство не раскрыто до сих пор.

## Политический фон
Деятельность Арлозорова, его постоянные поездки между Германией и Австрией в целях продвижения программы «Хаавара» вызвали серьёзное противодействие в мире и в самой Палестине. Рупором этого противодействия стала газета «Народный фронт», издаваемая радикальным крылом ревизионистского движения. Риторика была чрезвычайно жесткой: «Союз Сталина-Гитлера-Бен-Гуриона».

## Происшествие

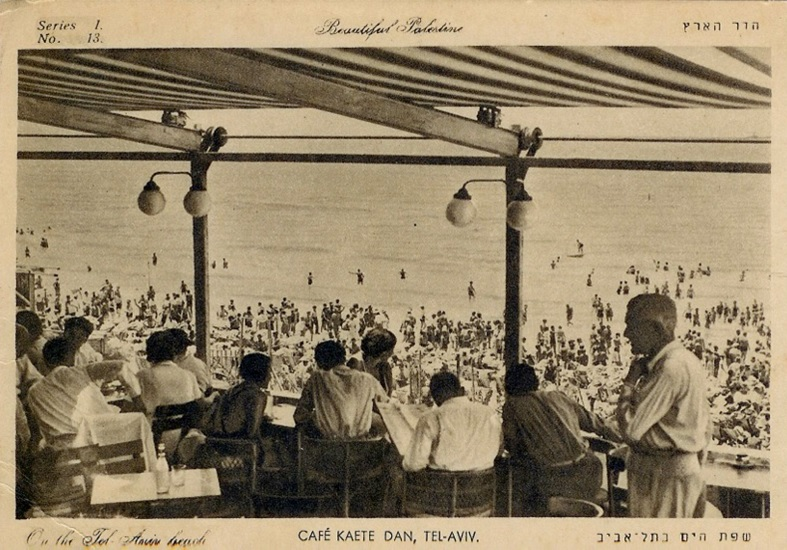
Кафе «Кэте Дан», с видом на пляж

16 июня 1933 года Хаим Арлозоров со своей супругой Симой сидели на балконе тель-авивского пансиона «Кэте Дан» (ныне гостиница «Дан»).
Двумя днями ранее он вернулся из поездки в нацистскую Германию, где пытался спасти имущество немецких евреев. Пара сидела на освещенном крыльце и вскоре была замечена гостями. Метрдотель и хозяйка отеля подошли к ним, чтобы поприветствовать. После этого доктор Пинхас Розен, один из лидеров немецких иммигрантов, а впоследствии первый министр юстиции Израиля, подошел к их столу и пригласил Арлозорова пообедать за его столом.
После обеда супруги Арлозоровы спустились по ступенькам, ведущим с террасы, где они сидели, на пляж, и пошли прогуляться в сторону реки Яркон. Сима заметила, что их преследуют два человека, один высокий, другой намного ниже, и сказала об этом мужу. Преследователи настигли их, и один из них, невысокого роста, выстрелил Арлозорову в живот.
Услышав выстрелы и крики Симы, несколько пар прибежали к месту убийства и отнесли Арлозорова в ближайшее здание. Сима же побежала в гостиницу «Кэте Дан», чтобы позвонить оттуда и вызвать скорую помощь. Хозяйка отеля, Кэте Дан, лично позвонила в больницу и вместе с женой Арлозорова пошла на место покушения. Там им сказали, что раненого уже отправили в больницу. Женщины вернулись в пансион, где рассказали о случившемся сотруднику полиции.
Из-за большой задержки с оказанием медицинской помощи Арлозорова не удалось спасти, и он скончался в тот же день: когда Симу Арлозорову доставили в больницу, она узнала, что её муж умер в операционной.

## Расследование убийства
Убийство Арлозорова стало большим потрясением для всей еврейской общины в Палестине. Подозрение пало на последователей ревизионистского движения, и спустя два дня после убийства были арестованы основные подозреваемые: Авраам Ставский и Цви Розенблатт.
На опознании Сима Арлозорова узнала в них убийц своего мужа. 8 июля 1934 года Ставский был признан виновным в убийстве Арлозорова и приговорен к смертной казни через повешение. Остальные обвиняемые, включая Розенблита, были оправданы. 20 июля 1934 года при рассмотрении кассационной жалобы Ставский также был оправдан на основании действующего Британского Закона о Свидетелях, согласно которому показания одного свидетеля недостаточны для обвинительного приговора.
Начальник управления британской полиции в Палестине, Джозеф Фредерик, писал позже, что английская администрация с самого начала знала о непричастности ревизионистов к убийству Арлозорова, и их арест был произведен для успокоения общественного мнения.

## Версии убийства
Убийство Арлозорова до сего дня остаётся нераскрытым. Было рождено много версий о причастности тех или иных кругов к этому преступлению.

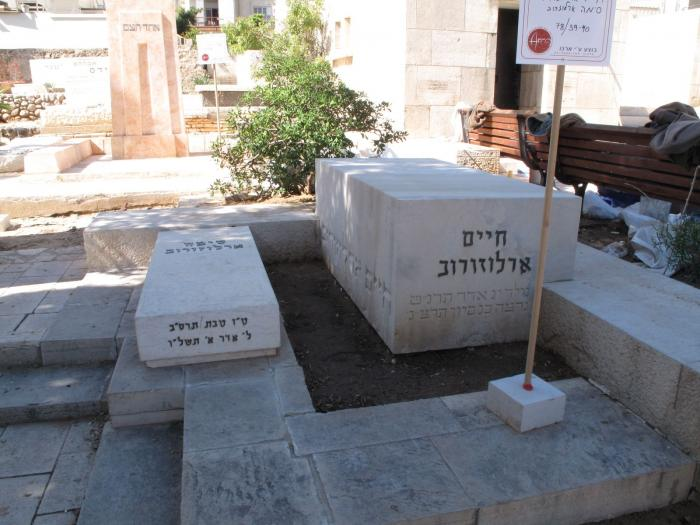
Могила Хаима Арлозорова на кладбище Трумпельдор

Среди них основных версий убийства рассматривают:
- политическое убийство на основе соперничества между сионистским организациями,
- месть британских властей за подрыв антигерманского бойкота,
- расправа агентов гитлеровского министра пропаганды Геббельса с евреем, в которого все ещё была влюблена жена, Магда. Так считала, например, сестра Арлозорова[3].
- Среди историков в последнее время получила распространение теория, согласно которой убийство было совершено активистами Коммунистической партии Палестины[4].

## Реакция
Большинство участников сионистского рабочего движения восприняли убийство Арлозорова как доказательство существования фашистских тенденций в партии ревизионистов. Однако последние, вместе с другими кругами, не примыкавшими к рабочему сионистскому движению, утверждали, что процесс сфабрикован врагами ревизионистов.